# Mohawk Industries
Mohawk Industries est une entreprise américaine produisant des revêtements de sols, basée à Calhoun aux États-Unis.

## Controverses

### Activités commerciales en Russie
Malgré les sanctions internationales et le retrait de nombreuses entreprises à la suite de l'invasion russe de l'Ukraine en 2022, Mohawk Industries a poursuivi ses activités en Russie. Selon Leave Russia, un projet suivant les entreprises toujours actives sur le marché russe, Mohawk Industries n’a pas quitté le pays. Cela a conduit à des critiques de la part de plusieurs groupes de défense appelant les entreprises à rompre leurs liens avec la Russie en réponse au conflit en cours.